# Муљ
Муљ или блато је ситнозрни седимент, засићен водом, на дну водених басена — река, мора, језера и океана. Представља почетни стадијум у формирању многих седиментних стена. Кад је навлажен у течном је стању, када се осуши прелази у чврсто стање. Према настанку може се издвојити неколико типова: биогени муљ, хемогени муљ, теригени муљ и вулканогени муљ. Са друге стране у морским басенима представља седименте који садрже 30-50% ситиних честица, чији је пречник мањи од 0,01 милиметра.

## Грађевински радови

### Лепак
У грађевинској индустрији, блато је полутечни материјал који се може користити за премазивање, заптивање или лепљење материјала. Израз „блато” се може користити за различите полутечне материјале који се користе у грађевинарству укључујући муљ, малтер, гипс, штукатуре и бетон.

### Материјал
Блато, набијач, черпић, глина и многа друга имена су историјски коришћена као синоним за означавање мешавине земљишта и воде, евентуално са додатком камења, шљунка, сламе, креча и/или битумена. Овај материјал је коришћен на различите начине за изградњу зидова, подова, па чак и кровова. Хиљадама година било је уобичајено у већини делова света да се зидови граде помоћу черпића или технике плетења, набијене земље или набијача, и да се покривају површине земљаним малтером.

#### Черпић
Од блата се може направити черпић мешањем блата са водом, стављањем смеше у калупе и затим остављањем да се осуши на отвореном. Слама се понекад користи као везиво унутар ове цигле, јер их чини јачим. Када би се цигла иначе сломила, сламка ће прерасподелити силу кроз циглу, смањујући могућност лома. Такви објекти морају бити заштићени од подземних вода, обично изградњом на зидовима од печене цигле, стенама или шљунковитим темељима, као и од кише изазване ветром у влажним климатским условима, обично дубоким кровним испустима. У екстремно сушној клими, добро дренирани равни кров може бити заштићен добро припремљеним (хомогенизованим) и правилно одржаваним премазом од осушеног блата, одрживог јер ће се блато проширити када се навлажи и тако постати отпорније на воду. Пуебло Индијанци су обично користили черпићне цигле за изградњу својих домова и других неопходних објеката. У неким земљама постоје читави градови направљени од оваквих цигли. Крављи измет и биомаса се додају да би се регулисала унутрашња клима.

## Грнчарство
Керамика се прави тако што се од глиненог тела формирају предмети потребног облика и затим се загревају на високе температуре у пећи која уклања сву воду из глине, што изазива реакције које доводе до трајних промена укључујући повећање чврстоће, очвршћавања и трајно постављање облика. Тело од глине може бити украшено пре или после печења. Пре неких процеса обликовања, глина се мора припремити. Мешање помаже да се обезбеди равномеран садржај влаге у целом телу. Ваздух заробљен унутар глиненог тела треба уклонити. Ово се зове одзрачивање и може се постићи машином која се зове вакумски паг или ручно клинчењем. Тај поступак такође може помоћи у стварању равномерног садржаја влаге. Када се глинено тело умеси и уклони ваздух или уклинчује, обликује се различитим техникама. Након обликовања се суши, а затим пече.
У керамици, прављење течног муља (званог слип) је фаза у процесу оплемењивања материјала, јер ће се веће честице таложити из течности.

## Станиште

### Земљиште
Блато може да обезбеди дом за бројне врсте животиња, укључујући врсте црве, жабе, пужеве, шкољке и ракове. Друге животиње, као што су нилски коњи, свиње, носорози, водени биволи и слонови, купају се у блату како би се охладили и заштитили од сунца. Потопљено блато може бити дом ларви разних инсеката.

### Морски све
Блато игра важну улогу у морском екосистему. Активности копања животиња и риба имају драматичан утицај на муљевито морско дно. Ово омогућава размену и кружење кисеоника, хранљивих материја и минерала између воде и седимента.
Испод површине, јазбине неких врста формирају замршене мреже налик на решетке и могу продрети метар или више надоле. То значи да је укопано блато продуктивно станиште, које пружа храну и склониште за широк спектар становника блата и других животиња које се хране у и преко блата.

## Проблеми
Блато може представљати проблеме моторном саобраћају када је присутна влага, јер свака функција возила која мења правац или брзину зависи од трења између гума и површине пута, тако да слој блата на површини пута или гума може проузроковати да возило хидропланира. Људи и аутомобили такође могу да се заглаве у блату, као у живом песку.
Обилне падавине, отапање снега или високи нивои подземних вода могу изазвати померање тла или седимената, што може изазвати клизишта, лавине или вртаче. Клизишта на вулканском терену (називају се лахари) настају након ерупција јер киша ремобилише лабаве наслаге пепела. Клизишта су такође честа у западним Сједињеним Државама током година Ел Ниња због продужених периода падавина.

## Као храна
Геофагија је пракса једења супстанци налик земљи или земљишту, а практикују је неки примати и људи у неким културама. У другим људским културама се то сматра поремећајем у исхрани и класификује се као пика.

### Храна названа „блато”
Блатна пита из Мисисипија је десертна пита на бази чоколаде. Постоје и дечији рецепти за „блато“, које је углавном муљ на бази чоколаде или кукурузног скроба који се користи више за визуелну привлачност него за стварни укус. Никада ово кондиторско блато заправо не садржи право блато.

## Recreation

### Купање у блату
Блатна купка је купање у блату, обично из области где се вода из топлог извора може комбиновати са вулканским пепелом. Блатне купке постоје хиљадама година, и сада се могу наћи у врхунским бањама.

### Ваљање у блату
Ваљања у блату су уобичајен извор забаве за децу. Ваљања у блату могу бити било ког облика, величине, дубине, а неки могу имати воду као и блато. Обично су токови плитки урони у земљу која је била поплављена и пуна прљавштине и та два састојка су се помешала да би се направило гњецаво блато.

### Блаћење
Блаћење је облик теренског мотоспорта популаран у Канади и Сједињеним Државама у којем је циљ пролазак возилом кроз јаму блата или стазу одређене дужине. Победници се одређују на основу пређене удаљености кроз јаму. Међутим, ако неколико возила може да пређе целу дужину, време потребно за прелазак јаме ће одредити победника.

### Трчање по блату
Трчање по блату је популарна активност која укључује блато. Учесници трче на удаљености од 3 миље до чак 10 миља, док пузе кроз блато и боре се са другим препрекама.

### Остало
- Блато се користи у рвању у блату као облику забаве.
- Блато се може користити у резервоару за закуцавање.
- Блатни бициклизам укључује вожњу бициклом по блатњавим стазама.
- Блато за трљање бејзбола се користи за уклањање сјаја са нових лопти за бејзбол.
- Деца често воле да праве пите од блата, гађају једни друге блатом и играју се боса и покривају боса стопала блатом и/или се облажу блатом.
- Албукерки и други градови широм Сједињених Држава, попут Џилета, Вајоминг, одржавају годишњу манифестацију у којој учесници играју одбојку у огромној јами са блатом.
- Блато се може размазати по кожи као репелент од комараца.
- Многе животиње се покривају се блатом да би се охладиле.